# Capi Groń
Capi Groń (słow. Capí grúň, 1093 m) – szczyt w orograficznie lewych zboczach Doliny Bobrowieckiej Orawskiej  w słowackich Tatrach Zachodnich. Znajduje się w grzbiecie, który odchodzi od Czoła i poprzez Bobrowiecki Wierch, Kwaśny Wierch i Kiczorę Bobrowiecką opada do Niżniego Tomkowego Przechodu (1058 m), a później znów podnosi się i kończy wzniesieniem Capiego Gronia. Stoki Capiego Gronia opadają do Doliny Bobrowieckiej, Doliny Suchej Orawickiej, Dolinki Kwaśnej i są całkowicie zalesione.
W gwarze podhalańskiej słowo cap oznacza samca kozicy i od słowa tego pochodzi wiele nazw w Tatrach. Słowo  groń oznacza wysoki brzeg rzeki, potoku, lub grzbiet między dwoma strumieniami i jest tutaj nazwą pasująca do morfologii terenu, gdyż Capi Groń istotnie wznosi się nad dwoma potokami; Bobrowieckim i Kwaśnym, równolegle spływającymi po jego dwóch stronach.